# Les Fougerêts
Les Fougerêts (Gallo Lez Fourjaè, bretonisch Felgerieg-al-Lann) ist eine französische Gemeinde mit 960 Einwohnern (Stand 1. Januar 2022) im Département Morbihan in der Region Bretagne. Sie gehört zum Arrondissement Vannes und zum Gemeindeverband Redon Agglomération.

## Geographie
Les Fougerêts liegt rund 14 Kilometer nordwestlich von Redon am Fluss Oust und dem hier parallel verlaufenden Canal de Nantes à Brest. Nachbargemeinden sind Saint-Nicolas-du-Tertre im Norden, La Gacilly im Osten, Glénac im Südosten, Peillac im Süden sowie Saint-Martin-sur-Oust im Westen. 

## Bevölkerungsentwicklung
| Jahr                       | 1962 | 1968 | 1975 | 1982 | 1990 | 1999 | 2012 | 2019 |
| Einwohner                  | 777  | 708  | 644  | 660  | 739  | 788  | 951  | 709  |
| Quellen: Cassini und INSEE |      |      |      |      |      |      |      |      |

## Sehenswürdigkeiten
- Manoir du Pont-d’Oust, Herrenhaus aus dem 18. Jahrhundert
- Manoir de la Ville-Caro, Herrenhaus aus dem 17. Jahrhundert
- Schloss La Jouardaye aus dem 15. Jahrhundert (Umbauten im 18. und 19. Jahrhundert)
- Kirche Nativité-de-la-Vierge aus dem 15. Jahrhundert (Glockenturm von 1871), mit Kreuz aus dem 16. Jahrhundert auf dem Dorffriedhof
- Altes Pfarrhaus aus dem 15. Jahrhundert
- Ehemaliger Herrensitz Saint-Jacob aus dem 18. Jahrhundert
- Ruine des Herrenhauses La Cour de Launay (16. Jahrhundert)

Quelle:

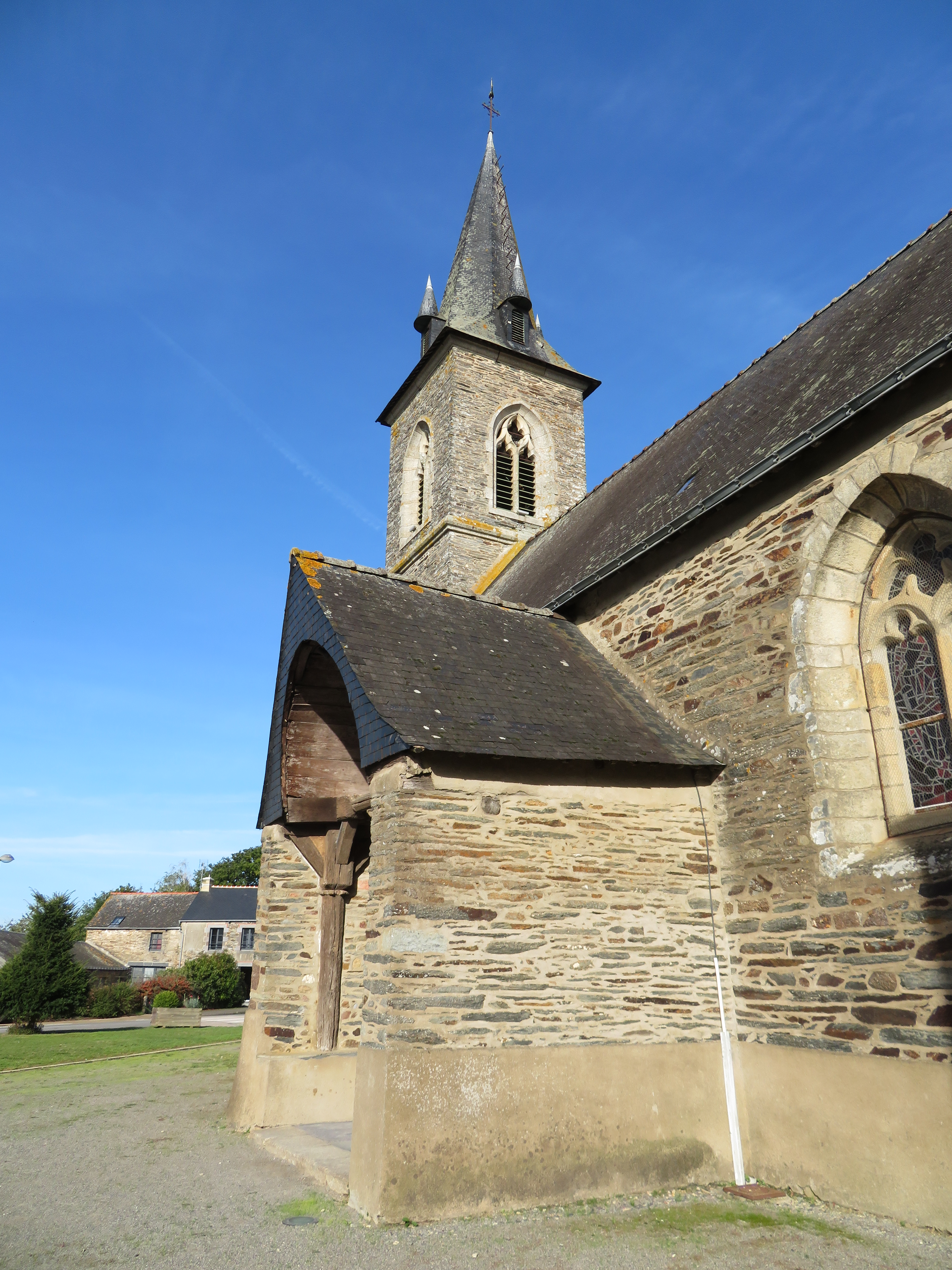
Kirche Nativité-de-la-Vierge
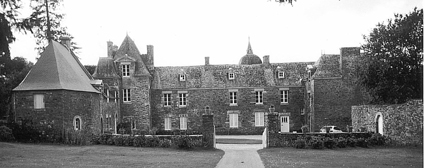
Château de La Villechauve
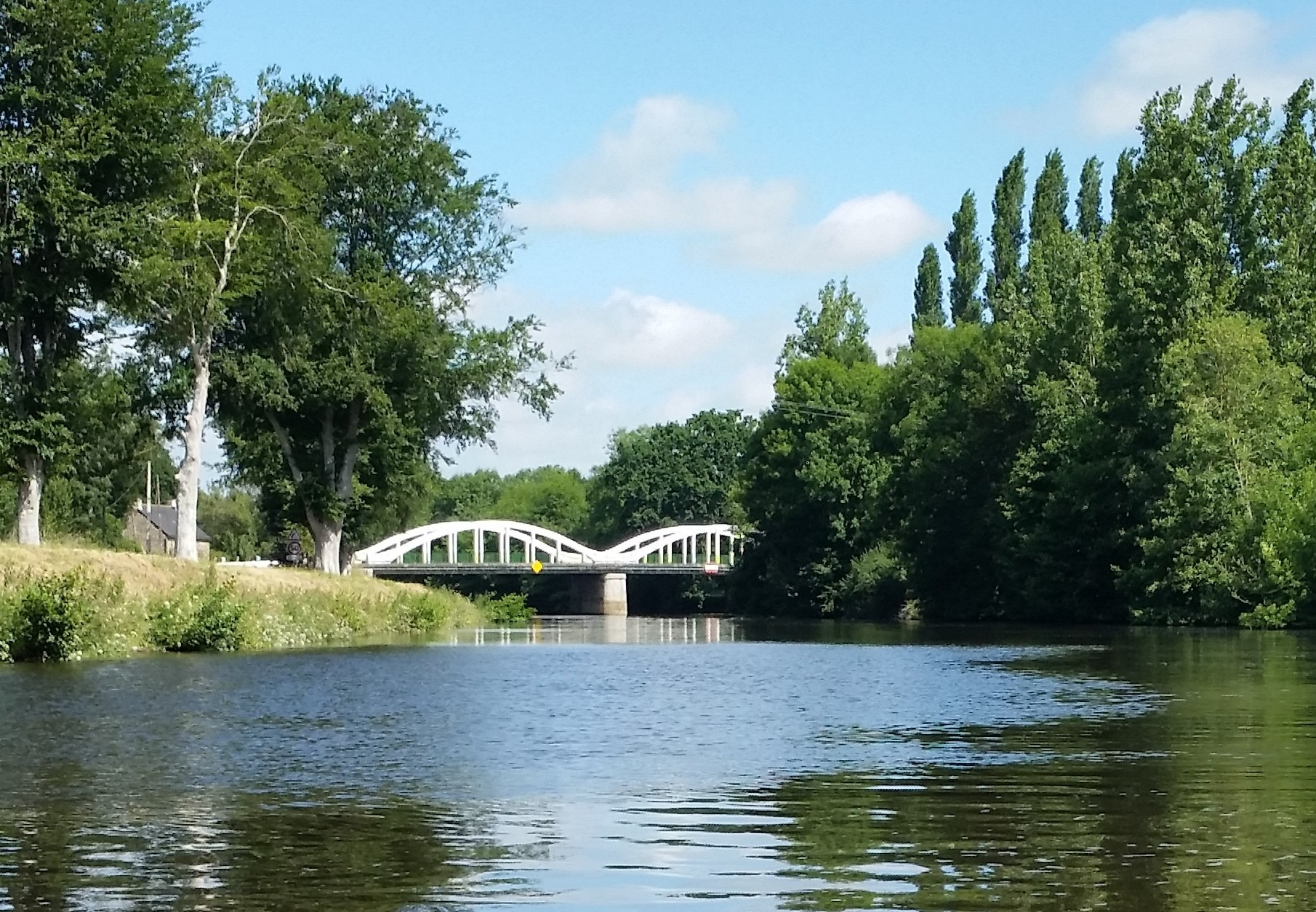
Brücke über den Oust
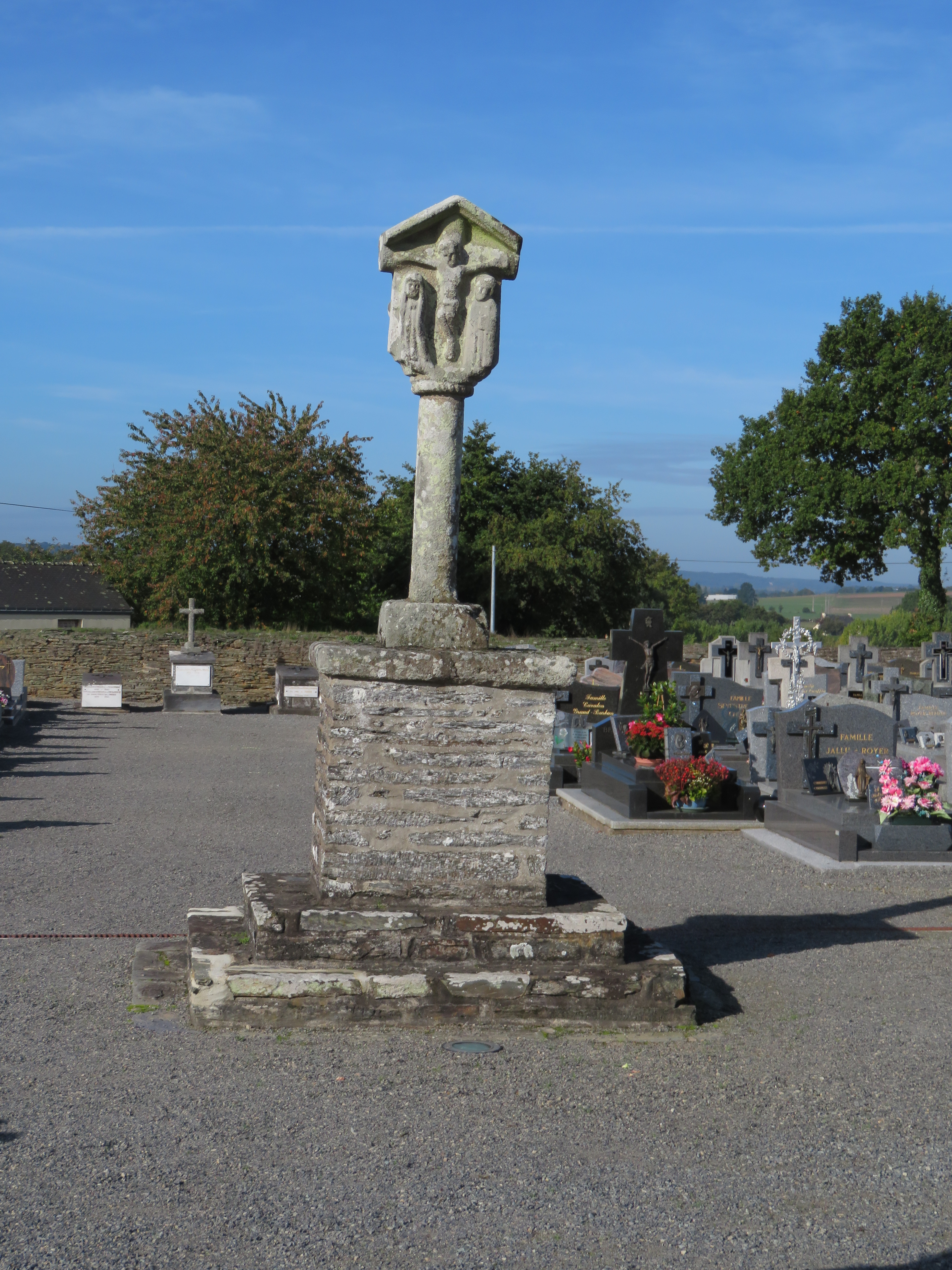
Friedhofskreuz

## Dialekt
Les Fougerêts gehört zu dem Gebiet der Bretagne, in dem Gallo gesprochen wurde.